# 와일루아강
와일루아강(Wailuā River)은 하와이주 카우아이섬의 주요 강이다. 길이는 23.4 킬로미터 (14.5 mi)로, 카우아이섬에서 5번째로 긴 강이자 가장 큰 강 중 하나이다. 와일루아 서쪽에서 노스포크와 사우스포크가 합류하여 형성되며, 북위 22° 2′ 42″ 서경 159° 20′ 11″ / 북위 22.04500°  서경 159.33639°  지점에서 태평양으로 흘러 들어간다. 이 강은 하와이 제도에서 카약보다 큰 보트가 다닐 수 있는 유일한 하구이다. 펀 그로토로 가는 보트 투어, 카약, 수상스키 등 지역 주민과 방문객을 위한 활동의 중심지이다.
노스포크는 북위 22° 3′ 35″ 서경 159° 29′ 33″ / 북위 22.05972°  서경 159.49250° 의 와이알레알레산에서 시작하여 동쪽으로 12.2 마일 (19.6 km) 흘러 사우스포크와 합류한다. 사우스포크는 하나마울루 남서쪽의 여러 개울이 합류하여 형성되며, 동쪽으로 8.1 마일 (13.0 km) 흘러 와일루아 폭포를 거쳐 노스포크와 합류한다.
강 시스템을 따라 있는 다른 관심 지점으로는 새 보호 구역, 카모킬라 하와이안 빌리지, 시크릿 폭포, 그리고 예전에 밧줄 그네가 있었던 웅덩이가 있다.

## 같이 보기
- 와일루아, 하와이
- 와일루아강 주립공원
- 하와이주의 강 목록